# Melchior Huurdeman
Melchior Huurdeman is een Nederlands redacteur en presentator van muziekprogramma's op radio en televisie.
Na zijn studie klassieke piano schreef hij voor het muziekblad Entr'acte en was hij gedurende twee jaar redacteur van de Volkskrant. In 1993 volgde een overstap naar de VPRO, waar hij van 1994 tot 2000 hoofdredacteur was van het programma Reiziger in Muziek. Daarna presenteerde hij als opvolger van Hans Flupsen vanuit het Bimhuis in Amsterdam het programma Vrije Geluiden. In 2011 kreeg hij voor dit programma de Jazz Media Award uit handen van Cees Schrama. Ook was hij hoofdredacteur van NPO Radio 4. 
Voor de VPRO maakte Huurdeman programma's als Moondive, RAM, North Sea Jazz en Ring des Nibelungen. In door hem gemaakte documentaires stonden Rogier van Otterloo, Klára Würtz en de pianosonate in b van Liszt centraal. Melchior was van 2007 tot 2009 hoofd van het festival NJO Muziekzomer en was programmeur van het muziekaanbod van de Kunstkerk in Dordrecht.

## Opera
Met jazzpianist en componist Michiel Borstlap componeerde Melchior Huurdeman de opera Ibn Sina in opdracht van de emir en emira van Qatar. Voor deze eerste opera in de Arabische geschiedenis bivakkeerde hij met zijn Egyptische vriendin en Michiel Borstlap in de stad Cairo. De opera werd in 2003 opgevoerd in de Qatarese woestijn en uitgezonden door Al Jazeera.